# Desert Storm Records
Desert Storm Records est un label discographique de hip-hop américain, situé à New York, dans l'État de New York. Il est fondé en 1997 par Ken « Duro » Ifill, Skane Dollar et DJ Clue?, un disc jockey invité régulier de la radio new-yorkaise Power 105.1. Le label était signé chez Elektra Records et Atlantic Records, et est désormaisq chez Def Jam Records.

## Histoire
Desert Storm Records est fondé en 1997 par Ken « Duro » Ifill, Skane Dollar et DJ Clue?, un disc jockey invité régulier de la radio new-yorkaise Power 105.1. Clue fondera le label pendant sa période chez Roc-A-Fella Records. Au début des années 2000, DJ Envy signe au label. Idem pour Fabolous, qui prévoit la publication de son premier album au label.
Le 3 juin 2002, le label publie une mixtape intitulée The Desert Storm Mixtape: DJ Envy - Blok Party, Vol. 1 de DJ Envy,. En octobre 2002, Fabolous prévoit la publication de son deuxième album chez Elektra/Desert Storm Records, auxquels participeront notamment DJ Clue & Duro, Timbaland, The Neptunes, Rockwilder, Rick Rock, et Just Blaze. Le 9 novembre 2004, Fabolous publie son album Real Talk au label suivi du vinyle Baby/ Round and Round le 18 janvier 2005. Toujours en 2005, Operation Desert Storm South de DJ Clue, DJ Storm et Magno est publié dans sa division Desert Storm South.
Le rappeur Fly Ty signera également au label.

## Artistes

### Artistes actuels
- Fabolous
- Mike Shorey
- DJ Clue?
- DJ Envy
- Magno
- Paul Cain
- Red Cafe
- M.A.P.
- Yung Texxus
- Spark Dawg
- Ka$h
- Fly Ty

### Anciens artistes
- Joe Budden
- Ransom
- Freck Billionaire
- Hitchcock
- Thara Prashad
- Stack Bundles

## Discographie
- 2001 : Fabolous - Ghetto Fabolous
- 2003 : Fabolous - Street Dreams
- 2003 : DJ Envy - Block Party Volume 1
- 2004 : Fabolous - Real Talk
- 2007 : Fabolous - From Nothin' to Somethin'